# Theodore Roosevelts Doppelflinte Fox ‚Grade F‘

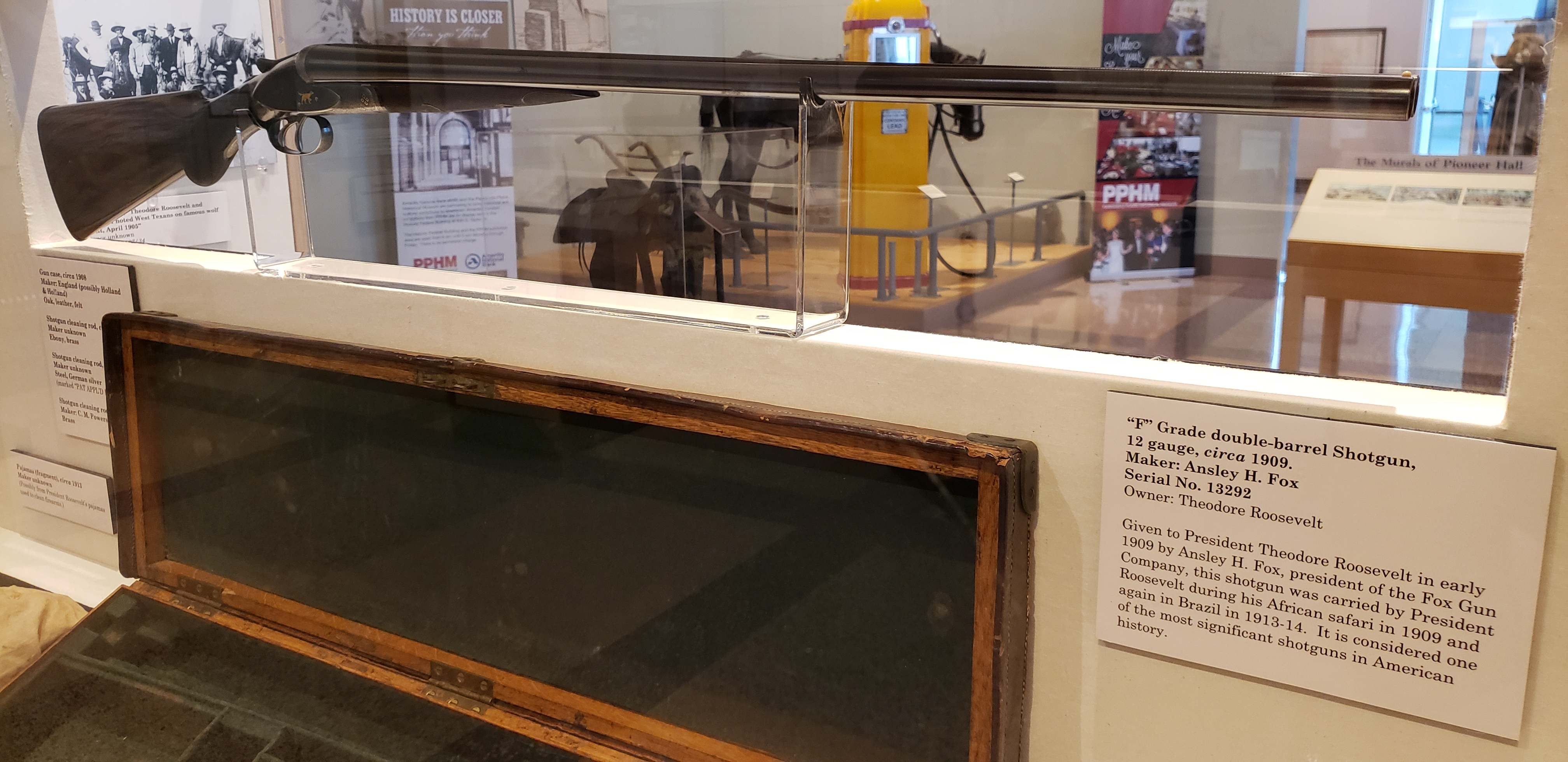
Theodore Roosevelts Doppelflinte Fox ‚Grade F‘

Theodore Roosevelts Doppelflinte Fox ‚Grade F‘ oder ‚Fox No. 12‘ ist eine 1908 von dem US-amerikanischen Waffenhersteller A. H. Fox Gun Company für den US-Präsidenten Theodore Roosevelt gefertigte Doppelflinte im Kaliber 12. Die Jagdwaffe war ein Geschenk des Unternehmens an Roosevelt und wurde von ihm 1909/10 auf die Smithsonian-Roosevelt African Expedition nach Britisch-Ostafrika und 1913/14 auf die Roosevelt-Rondon Scientific Expedition in das Amazonasbecken mitgeführt.

## Hintergrund

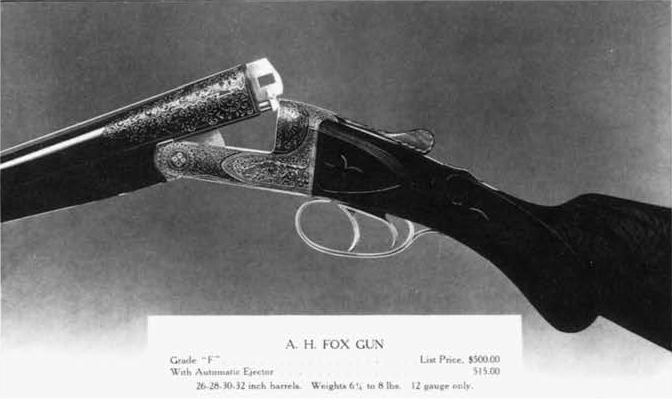
Doppelflinte Fox ‚Grade F‘ im Katalog der A. H. Fox Gun Company, 1907

Theodore Roosevelts Planungen für eine Afrikareise begannen im Frühjahr 1908. Im Laufe dieses Jahres wurde aus der angestrebten privaten Safari die einjährige Smithsonian-Roosevelt African Expedition unter der Leitung Roosevelts. Im Sommer 1908 wurden die Pläne der Smithsonian Institution und Roosevelts einer breiten Öffentlichkeit bekannt.
Die Doppelflinten der erst Anfang 1905 in Philadelphia gegründeten A. H. Fox Gun Company waren schon früh auf Wettbewerben im Trapschießen vertreten. Der Firmengründer Ansley H. Fox war sich aufgrund seiner eigenen Erfahrungen als bezahlter Wettkampfschütze der Winchester Repeating Arms Company der Tatsache bewusst, dass sich der Käuferkreis für seine Flinten um solche Turniere konzentriert. In England war es üblich, dass Waffenhersteller die großen Wettkämpfe für die Präsentation ihrer Produkte nutzten. In den Vereinigten Staaten war der jährliche Grand American die bedeutendste Turnierserie im Trapschießen und die A. H. Fox Gun Company war im Jahr 1909 mit einem Verkaufsstand vertreten. Für diesen Stand sollten zwei Doppelflinten ‚Grade F‘ als Ausstellungsstücke hergestellt werden.
Am 13. August 1908 schrieb Ansley H. Fox einen Brief an Präsident Roosevelt:

“The directors of this company, having read of your proposed hunting trip, have instructed me to offer to make to order for you the finest gun this company can produce”

„Die Direktoren dieses Unternehmens haben mich, als sie von ihrer Jagdreise gelesen haben, damit beauftragt, Ihnen die Herstellung der besten Flinte nach Ihren Angaben anzubieten, die dieses Unternehmen produzieren kann.“

Theodore Roosevelt wies das Angebot aus unbekannten Gründen zurück. Doch am 10. September schrieb er erneut an Fox:

“When I wrote you, I did not intend to take a shotgun to Africa. I find, however, that I would like to take such a gun, provided that at close quarters I could use it with ball also. In other words, I should like in case of an emergency to have it loaded with ball and use it as a spare gun for lion. Now I have rather a pride in taking American rifles on this trip, and in the same way I should like to take an American gun; but of course you may have by this time decided that you do not care to repeat your very kind offer; in that event will you tell me what the cost of such a gun as I have described, twelve-bore and plain finish would be?”

„Als ich Ihnen geschrieben habe hatte ich nicht die Absicht, eine Schrotflinte nach Afrika mitzunehmen. Ich finde aber, dass ich eine solche Flinte unter der Voraussetzung mitnehmen sollte, dass ich mit ihr auf kurze Entfernung ein Flintenlaufgeschoss verwenden kann. Mit anderen Worten, ich würde sie mit Flintenlaufgeschossen geladen als Ersatzwaffe bei der Löwenjagd mitführen. Ich bin stolz, amerikanische Waffen auf meine Reise mitzunehmen, und aus demselben Grund sollte ich eine amerikanische Flinte mitnehmen. Natürlich könnten sie mittlerweile beschlossen haben, Ihr freundliches Angebot nicht zu wiederholen. In diesem Fall seien Sie bitte so freundlich, mir den Preis für die beschriebene Flinte, Kaliber 12 und ohne Gravuren, mitzuteilen.“

In einem Postskriptum relativierte er seine Angaben zu der Nutzung zur Großwildjagd, er würde die Flinte normalerweise für die Jagd auf Federwild nutzen. Die Antwort Ansley Fox‘ erfolgte umgehend, die Fox Gun Company wolle den Präsidenten mit der besten Schrotflinte ausstatten, die das Unternehmen herstellen könne.
Den Produktionsunterlagen der A. H. Fox Gun Company zufolge wurde die Fertigung der ersten Flinte, mit der Seriennummer 13192, am 18. September 1908 begonnen. Die Waffe sollte laut Arbeitsauftrag Läufe von 30 Zoll Länge haben, links mit Halbchoke und rechts mit Vollchoke. Neben einer automatischen Sicherung war zunächst ein Auswerfer für die Hülsen vorgesehen, der Ejector wurde jedoch auf dem Auftrag ausgestrichen. Links sollte der Abzugswiderstand bei sechs Pund (etwa 2,7 Kilogramm) und rechts bei fünf Pfund (etwa 2,3 Kilogramm) liegen. Das Gewicht der Flinte wurde mit sieben Pfund und acht Unzen angegeben, etwa 3,4 Kilogramm. Auf dem Arbeitsauftrag war vermerkt, dass die Waffe zur Ausstellung bestimmt ist und perfekt sein müsse. Im Oktober 1908 erhielt die Produktion einen weiteren Arbeitsauftrag. Die Flinte ‚Grade FE‘ mit der Nummer 13191 sollte einen Schaft mit Halbpistolengriff haben und mit einem Auswerfer ausgestattet sein. Dass die Fertigung nicht genau in der Reihenfolge der Seriennummern erfolgte, war nicht ungewöhnlich. Die Flinte für Theodore Roosevelt wurde wahrscheinlich Ende Januar oder Anfang Februar 1909 ausgeliefert.

## Beschreibung

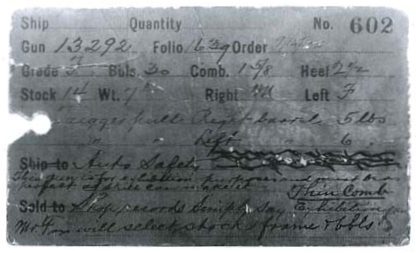
Karteikarte für Theodore Roosevelts Doppelflinte Fox ‚Grade F‘ aus den Akten der A. H. Fox Gun Company, 1909

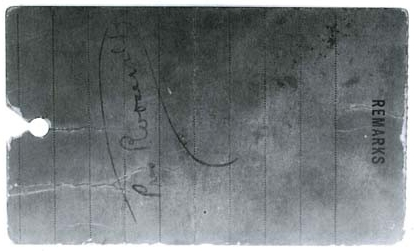
Rückseite, nur mit der Angabe Pres Roosevelt

Die ‚Grade F‘ war das Spitzenmodell der A. H. Fox Gun Company und die Doppelflinte Roosevelts hat die Seriennummer 13292. Sie hat das seinerzeit bevorzugte Kaliber 12. Die Läufe sind 30 Zoll (etwa 76 Zentimeter) lang, links mit Halbchoke und rechts mit Vollchoke. Die Patronenlager sind 2¾ Zoll (etwa 7 Zentimeter) lang. Die Doppelflinte hat zwei Abzüge und keinen Auswerfer für die Hülsen, sondern nur einen Auszieher.
Die Flinte hat ein Visier mit einem Perlkorn aus Elfenbein auf der Laufschiene. Die Läufe haben an der Oberseite Schriftzüge eingraviert. Auf dem rechten Lauf ist die Widmung „MADE EXPRESSLY FOR HON. THEODORE ROOSEVELT“ angebracht, der linke Lauf trägt die Herstellerangabe „BY A.H. FOX GUN COMPANY PHILADELPHIA U.S.A.“ Die hinteren Enden der Läufe sind mit eingravierten etwa 4 Millimeter breiten Schriftrollen und goldenen Linien verziert. Beiderseits der Basküle befinden sich flächendeckend Gravuren, darunter jeweils eine Schleife mit dem Schriftzug „ANSLEY H. FOX“, Ornamente und Eichenblätter. Auf den Seiten ist jeweils ein goldfarbener Setter dargestellt. Die Unterseite der Basküle trägt eine eingravierte Vignette mit der Abbildung dreier Rebhühner bei der Futtersuche vor einem Waldhintergrund. Der Abzugsbogen trägt einen äußerst fein gravierten floralen Dekor mit einer Vignette, auf der sich eine Ente im Flug befindet. Der auf dem Baskülenschwanz angebrachte Sicherungshebel ist mit dem in Gold eingelegten Wort „SAFE“ beschriftet.
Der Schaft ist aus mehrere Jahre gelagertem französischem Walnussholz gefertigt. Er ist großflächig mit einem feinen Rautenmuster versehen und mit geschnitzten Lilien und Schleifen verziert. Die Schaftkappe besteht aus geriffeltem Hartgummi. Die Doppelflinte wiegt sieben Pfund, etwa 3,2 Kilogramm.
Die Doppelflinte wurde unter den schwierigen Bedingungen zweier Expeditionen als Arbeitsgerät genutzt. Dennoch befindet sie sich in einem sehr guten Zustand und weist nur geringe Abnutzungsspuren auf.
Zu der Doppelflinte gehört ein mit Leder bezogener Transportkoffer aus Eichenholz im Format 33-1/4 × 9-5/8 × 3-5/8 Zoll (etwa 85 × 24,5 × 9,2 Zentimeter) mit umfangreichem Zubehör, passend für eine Flinte mit einem 30-Zoll-Lauf. Dabei befindet sich ein Schraubendreher mit Ebenholzgriff, der auf der Klinge mit „HOLLAND & HOLLAND“ markiert ist. Dieser Schraubendreher gehört fast sicher zu Theodore Roosevelts Doppelbüchse Holland & Holland ‚Royal‘ .458. Ein weiteres nicht zur Flinte gehörendes Werkzeug ist ein doppelseitiger flacher Ringschlüssel von Evinrude Outboard Motors. Außenbordmotoren dieses Herstellers wurden 1913 auf der Roosevelt-Rondon Scientific Expedition genutzt.

## Nutzung
In seinem Reisebericht African Game Trails nahm Roosevelt wiederholt Bezug auf die Fox Gun. Bei der Beschreibung der von den Expeditionsteilnehmern mitgeführten Schusswaffen schreibt er über die ‚Fox No. 12 shot-gun‘, dass niemals ein besseres Gewehr hergestellt worden sei. Er bezeichnete die Waffe als eine außergewöhnlich kraftvolle Waffe mit geringer Streuung, mit der er bereits Enten, Perlhühner, Fasane, Nilgänse und andere Wasservögel geschossen habe. In seiner Aufstellung der während der Expedition geschossenen Tiere sind zudem Gelbschnabelenten, und Flughühner enthalten, die zum Verzehr geschossen wurden. Als Roosevelt 1913 und 1914 die Roosevelt-Rondon Scientific Expedition in das Amazonasbecken durchführte nahm er seine Fox ‚Grade F‘ wieder mit auf die Reise.
Trotz der Mitnahme auf zwei lange Expeditionen in die Wildnis, bei denen die Nutzung als Schusswaffe weniger Beanspruchung des Materials als der lange Transport und das tropische Klima bedingten, wurde Roosevelts Doppelflinte Fox ‚Grade F‘ niemals zur Instandsetzung an den Hersteller zurückgeschickt. Das gilt als ein Zeichen für die hervorragende Qualität der Flinte.

## Bewertung durch Theodore Roosevelt
In zwei Dankschreiben an Ansley H. Fox äußert Roosevelt sich sehr positiv über das Geschenk:

“The double-barreled shotgun has come, and I really think it is the most beautiful gun I have ever seen. I am exceedingly proud of it. I am almost ashamed to take it to Africa and expose it to the rough usage it will receive. But now that I have it, I could not possibly make up my mind to leave it behind. I am greatly obliged to you, and I am extremely proud that I am to have such a beautiful bit of American workmanship with me.”

„Die Doppelflinte ist angekommen, und ich denke wirklich dass sie die beste Flinte ist, die ich jemals gesehen habe. Ich bin außerordentlich stolz auf sie. Es beschämt mich fast, sie nach Afrika mitzunehmen und sie der rauen Behandlung auszusetzen, die sie dort erhalten wird. Aber nun, da ich sie habe, könnte ich sie nicht zurücklassen. Ich bin Ihnen sehr verpflichtet, und ich bin äußerst stolz, dass ich solch ein schönes Stück amerikanischer Handwerkskunst bei mir haben werde.“

“Do let me thank you most warmly again for that beautiful gun. It is so beautiful that I take pleasure in just looking at it. I shall keep it as long as I live, and when I die it shall go to my son Kermit who accompanies me on my African trip.”

„Lassen Sie mich noch einmal für die wundervolle Flinte danken. Sie ist so schön, dass ich mich daran erfreue sie nur anzuschauen. Ich werde sie mein ganzes Leben lang behalten, und wenn ich sterbe wird sie an meinen Sohn Kermit gehen, der mich auf meiner Afrikareise begleitet.“

## In der Werbung

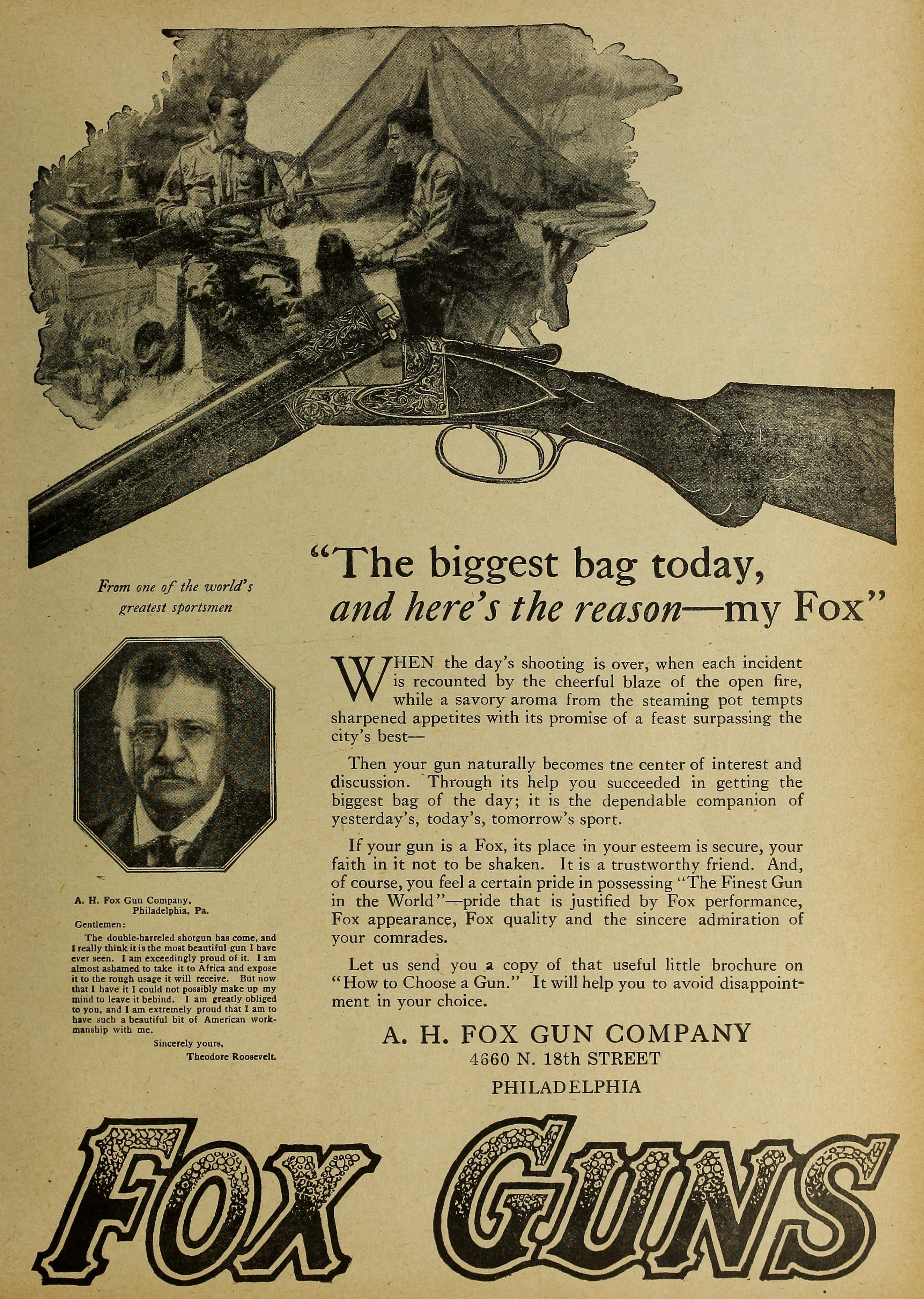
Anzeige von Fox Guns, 1921

In ihrer Werbung hatte die A. H. Fox Gun Company, anders als ihre Wettbewerber, lange auf Testimonials von Prominenten verzichtet. Doch während der Herstellung der beiden Ausstellungsstücke mit den Seriennummern 13291 und 13292 hatte Ansley Fox die Idee, Roosevelt eine der beiden Waffen zu schenken. Unter Waffensammlern kursiert eine Geschichte, der zufolge Roosevelts Ehefrau Edith Kermit Roosevelt die Flinte als Geschenk für ihren Ehemann gekauft hat. Diese Angabe lässt sich nicht durch Produktionsunterlagen oder die Korrespondenz der Roosevelts belegen. Der zeitliche Ablauf legt nahe, dass irgendwann im Frühherbst die Entscheidung getroffen wurde, Roosevelt eine ‚Grade F‘ zu geben. Offenbar drängte die Zeit, möglicherweise wegen der Sorge, ein Wettbewerber könnte A. H. Fox zuvorkommen. So wurde die der Fertigstellung am nächsten stehende Waffe ausgewählt.
Von der Vorgabe einer perfekten Waffe wurde Abstand genommen. Wahrscheinlich wegen der Anforderung, die Waffe so schnell wie möglich auszuliefern, bleibt Roosevelts Flinte trotz identischer Qualitätsbezeichnung ‚Grade F‘ deutlich hinter dem anderen Ausstellungsstück zurück, der ‚Grade FE‘ (mit einem Auswerfer). Dieses hatte wesentlich umfangreichere Gravuren, auch auf den Läufen. Die Läufe von Roosevelts Flinte weisen kaum eine Gravur auf, und auch die für Flinten ‚Grade F‘ typischen goldenen Blitze fehlen. Als Roosevelt 1913 und 1914 die Roosevelt-Rondon Scientific Expedition in das Amazonasbecken durchführte wurde die erneute Mitnahme der Flinte, die ihm Ansley Fox 1908 geschenkt hatte, wieder in der Werbung aufgegriffen. Die Verbindung mit Theodore Roosevelt wurde von der A. H. Fox Gun Company bis in die 1920er Jahre in der Werbung genutzt.

## Verbleib
Nach dem Tod Roosevelts blieb die Fox Gun zunächst in der Familie. Von Theodores Sohn Kermit Roosevelt wurde sie 1943 an dessen Sohn Kermit Roosevelt junior vererbt. 1974 beschloss die Familie, sich von den Waffen Theodore Roosevelts zu trennen. Durch die Vermittlung eines Waffenhändlers gelangte sie in den Besitz von Thomas C. Kidd aus Zionsville, Pennsylvania. Kidd war ein Amateurhistoriker, der sich intensiv mit der Geschichte der A. H. Fox Gun Company befasst hatte. Am 22. Februar 2000 verkaufte er die Flinte an einen Unbekannten, der sie wiederum im September 2010 durch das Auktionshaus James D. Julia, Inc. versteigern ließ.
Der Anwalt Jason Roselius ersteigerte die Flinte für 862.500 US-Dollar, dem höchsten jemals für eine Schrotflinte erzielten Zuschlag. Roselius hatte an der West Texas A&M University in Canyon, Texas graduiert, auf deren Campus sich das Panhandle-Plains Historical Museum befindet. Es war Roselius’ Absicht, die Flinte so auszustellen, dass die Bewohner des Texas Panhandle sie betrachten können. Nach Roselius’ Unfalltod im Januar 2018 wurde Roosevelts Fox Gun vom Jason Roselius Trust als Leihgabe dem Panhandle-Plains Historical Museum übergeben.